# Seminario Diocesano de San Miguel (Orihuela)
El Seminario Diocesano de San Miguel fue construido en el siglo XVIII, en respuesta de las previsiones del Concilio de Trento del siglo XVI para una adecuada formación de los sacerdotes y ministros de culto católico.
El edificio del seminario fue construido durante la primera mitad del siglo XVIII a instancias del obispo de Orihuela Juan Elías Gómez de Terán en la explanada del monte de San Miguel como seminario de la diócesis de Orihuela. En ese mismo lugar se alzó desde el siglo XVI un lugar de oración. El seminario se funda con el nombre de Seminario Conciliar de la Inmaculada Concepción y el Príncipe San Miguel, conmutándose en la actualidad por el de Seminario Diocesano de San Miguel de Orihuela.

## Fachada
Posee una gran fachada principal, orientada al sur. Dicha fachada está exenta de decoración en toda ella, salvo con la apertura de vanos que crean un ritmo cadencioso en toda ella. La decoración se reduce a la portada del edificio obra de cantería, labrada y tallada, que consta de tres cuerpos, está decorada con motivos heráldicos y escenas de la Purísima, San Miguel y el Sagrado Corazón de Jesús. Posee dos portadas gemelas y sobre ella se abren dos ventanales cubiertos con dos frontones curvos.
El edificio es una construcción de tres alturas y de planta rectangular, siendo muy alargada debido a las circunstancias del lugar donde se construyó.

## Interior
En el interior se acogen diversas estancias como el salón de entrada, decorada con una bella escalera que se abre en dos tramos prosiguiendo esos dos tramos alrededor de la sala, dejando en la zona central una abertura pudiendo contemplarse la bóveda del piso superior desde el primero.
Este salón da entrada a un largo pasillo donde se accede a la parte del edificios de poniente que distribuye la planta baja alrededor de dos patios.

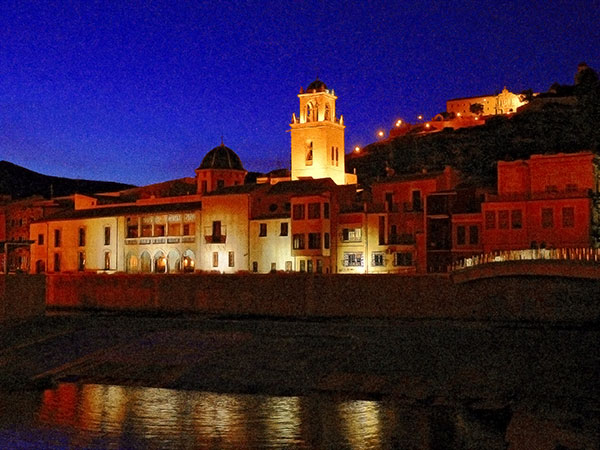
Vista nocturna de la torre de la Catedral, Palacio Episcopal y el Seminario Diocesano (en lo alto de la montaña)

## Iglesia
El templo fue construido en el siglo XVIII en estilo neoclásico de dimensiones medias. Está presidido por la Inmaculada Concepción, patrona del Seminario, obra realizada por el catalán Ponsoda y Bravo y que junto a la Patrona de la Diócesis (Ntra. Sra. de Monserrat), es la única que se encuentra coronada canónicamente en Orihuela. 
El templo está decorado con pinturas de autores como Bartolomé Albert. Además destaca los lienzos de escuela barroca Valenciana del siglo XVIII que decoran la sacristía.

## Otras estancias

### Refectorio
Otra estancia a destacar es el refectorio del siglo XVIII con una bella bóveda de medio punto dividida en tramos por arcos fajones acanalados. Toda la estancia posee un bello zócalo de azulejería valenciana del siglo XVIII que reproduce motivos vegetales de colores amarillos, verdes, azules y cobaltos.

### Salón de Grados
También del siglo XVIII es el Salón de Grados. Cubierto con una bello bóveda de tracería imitando el gótico inglés, en terceletes y con claves en su cruce. Los ventanales del salón siguen este diseño de tracería con formas rombicas y romboidales. Las puertas de acceso al mismo son apuntadas.

### Patios
Además dispone de tres patios. En uno de ellos (Juan XXIII) se encuentra un busto del Arzobispo José García Goldáraz realizado por José Sánchez Lozano.

### Biblioteca
Además destaca la Biblioteca del Seminario por su importante contenido bibliográfico, constituyéndose en una de las bibliotecas de mayor amplitud e importancia de la Comunidad Valenciana en cuanto a fondo antiguo se refiere y en una de las bibliotecas más importantes de los Seminarios Conciliares. 
El corpus documental que tiene en sus dependencias posee obras únicas en España. Así mismo posee el archivo del Seminario Diocesano y el del Palacio Episcopal, constituyéndose en él, el Archivo Diocesano de Orihuela.
Entre sus fondos posee numerosos libros de carácter teológico y numerosísimas versiones de la Biblia, desde incunables de 1472 (Venecia) y 1480 (Roma) hasta la actualidad incluidos los fondos acumulados por el antiguo Real Colegio de la Compañía de Jesús en Alicante -Convento de la Preciosísima Sangre de Cristo (Alicante)- tras la expulsión de los jesuitas de la Monarquía Hispánica de 1767. Dicha biblioteca fue creciendo además de por la adquisición del propio Seminario, por la cesión de sacerdotes y obispos de sus bibliotecas privadas, tal y como atestigua la existencia de ex-libris en dichos compendios.
Ha sido sometido a una importante restauración su interior, desde el año 1995, restando en la actualidad la fachada.
Todo el conjunto tiene la consideración de Bien de Relevancia Local desde 2007.

## Campo de concentración y prisión
Terminada la Guerra Civil, el recinto fue utilizado por el bando vencedor como campo de concentración de prisioneros republicanos desde abril hasta, al menos, agosto de 1939. Allí fue asesinado, entre otros, el exdiputado socialista Antonio Mairal. Posteriormente, se convirtió en centro de reclusión dependiente de la Dirección General de Prisiones de la dictadura franquista, donde estuvo internado a finales de 1939 el escritor Miguel Hernández tras ser detenido en Orihuela.